# فریب‌خورده (فیلم ۱۹۹۱)
فریب‌خورده (به انگلیسی: Deceived) فیلمی محصول سال ۱۹۹۱ و به کارگردانی دامیان هریس است. در این فیلم بازیگرانی همچون گلدی هان، جان هرد، روبن بارتلت، اشلی پلدن، بیاتریس استرایت، جورج آر. رابرتسون، تام ایروین، جان رابز، آنائیس گرانوفسکی، استنلی اندرسون، ایمی رایت و کیت رید ایفای نقش کرده‌اند.